# Rdeči Kal, Ivančna Gorica
Rdeči Kal je naselje v Občini Ivančna Gorica.